# 阿拉亚尔·萨亚德马内什
阿拉亚尔·萨亚德马内什（波斯語：اللهیار صیادمنش，2001年6月29日—），是一名伊朗职业足球运动员，司职边锋。现效力于比利時職業聯賽球队韋斯達路，他也代表伊朗国家足球队。

## 荣誉

### 俱乐部
卢甘斯克索尔亚
- 烏克蘭盃亚军：2020–22

### 国家队
- 亞足聯U-17亞洲盃亚军：2016